# Donda (album)
Pour les articles homonymes, voir Donda.
 (août 2021).
La mise en forme du texte ne suit pas les recommandations de Wikipédia : il faut le « wikifier ».
Les points d'amélioration suivants sont les cas les plus fréquents. Le détail des points à revoir est peut-être précisé sur la page de discussion.
- Les titres sont pré-formatés par le logiciel. Ils ne sont ni en capitales, ni en gras.
- Le texte ne doit pas être écrit en capitales (les noms de famille non plus), ni en gras, ni en italique, ni en « petit »…
- Le gras n'est utilisé que pour surligner le titre de l'article dans l'introduction, une seule fois.
- L'italique est rarement utilisé : mots en langue étrangère, titres d'œuvres, noms de bateaux, etc.
- Les citations ne sont pas en italique mais en corps de texte normal. Elles sont entourées par des guillemets français : « et ».
- Les listes à puces sont à éviter, des paragraphes rédigés étant largement préférés. Les tableaux sont à réserver à la présentation de données structurées (résultats, etc.).
- Les appels de note de bas de page (petits chiffres en exposant, introduits par l'outil «  Source ») sont à placer entre la fin de phrase et le point final[comme ça].
- Les liens internes (vers d'autres articles de Wikipédia) sont à choisir avec parcimonie. Créez des liens vers des articles approfondissant le sujet. Les termes génériques sans rapport avec le sujet sont à éviter, ainsi que les répétitions de liens vers un même terme.
- Les liens externes sont à placer uniquement dans une section « Liens externes », à la fin de l'article. Ces liens sont à choisir avec parcimonie suivant les règles définies. Si un lien sert de source à l'article, son insertion dans le texte est à faire par les notes de bas de page.
- La présentation des références doit suivre les conventions bibliographiques. Il est recommandé d'utiliser les modèles {{Ouvrage}}, {{Chapitre}}, {{Article}}, {{Lien web}} et/ou {{Bibliographie}}. Le mode d'édition visuel peut mettre en forme automatiquement les références.
- Insérer une infobox (cadre d'informations à droite) n'est pas obligatoire pour parachever la mise en page.

Pour une aide détaillée, merci de consulter Aide:Wikification.
Si vous pensez que ces points ont été résolus, vous pouvez retirer ce bandeau et améliorer la mise en forme d'un autre article.
Albums de Kanye West
Jesus Is King
(2019) Donda 2
(2022)
Donda est le dixième album studio du rappeur et producteur américain Kanye West sorti en 2021. Il s'agit de son deuxième album de style hip-hop chrétien, après Jesus Is King. Accessible en téléchargement numérique et en streaming via GOOD Music, il est distribué par Def Jam Recordings.

## Historique
Le titre de l'album rend hommage à la défunte mère de l'artiste, Donda West.
L'album devait initialement sortir le 24 juillet 2020, mais a ensuite été retardé pour une date indéfinie. Plusieurs sources, dont Def Jam, ont annoncé comme date de sortie initiale le 23 juillet 2021 ; date qui n'a pas été honorée. Une autre date de sortie, le 6 août, a été évoquée, mais l'album n'est finalement sorti que le 29 août,.
L'album contient entre autres des participations de Pusha T, Kid Cudi, Travis Scott, Playboi Carti, The Weeknd, Marilyn Manson, Don Toliver et Jay-Z.

### Contexte et commercialisation
Le directeur de la photographie Arthur Jafa a révélé prématurément le projet lors d'une conversation avec la créatrice de mode Michèle Lamy lors d'une diffusion en direct sur Instagram le 25 mai 2020. Jafa a indiqué qu'il travaillait sur du matériel vidéo avec Kanye West pour un single d'un « album à venir » intitulé God's Country. Le 26 juin 2020, à la suite de l'annonce d'une collaboration entre Yeezy et Gap, West a lancé la campagne promotionnelle #WestDayEver sur Twitter pour annoncer différents projets tout au long de la journée. L'un des projets était un clip pour Wash Us in the Blood, réalisé par Jafa, qui est sorti quatre jours plus tard à la suite d'un teaser sur Twitter dans lequel West annonçait officiellement l'album, à ce moment-là encore intitulé God's Country,. Le 13 juillet, West a partagé sur Twitter un extrait d'une chanson de l'album, intitulée "Donda", qui présentait une introduction orale de sa défunte mère et était accompagnée d'une courte vidéo présentant, entre autres, des clips assortis de West.
Le 18 juillet 2020, West a annoncé que le titre avait été changé en Donda en l'honneur de sa défunte mère, Donda West ; trois jours plus tard, West a déclaré que l'album serait accompagné d'un film. La mère de West est également l'homonyme de sa société de contenu créatif. West a annoncé une date de sortie le 24 juillet, qu'il n'a finalement pas honoré. Le 25 juillet, West a tweeté une image de la pochette de l'album, qui a finalement été abandonnée au profit d'une adaptation d'un dessin rouge de Louise Bourgeois de sa série Les têtes bleues et les femmes rouges. Le 26 septembre, West a publié un extrait de 39 secondes d'un morceau intitulé Believe What I Say sur son compte Twitter. Le 16 octobre, West a sorti une chanson intitulée Nah Nah Nah, la qualifiant de chanson thème de sa campagne présidentielle. Le 13 novembre, West a sorti un remix de ce même titre, en trio avec les rappeurs DaBaby et 2 Chainz. Les couplets ont été censurés, probablement en raison de l'aversion déclarée de West pour le blasphème à la suite de son réengagement au christianisme. La chanson originale et son remix comportent diverses références à sa course présidentielle. Le 23 novembre, le rappeur Consequence a exprimé son enthousiasme pour l'album, le décrivant comme « capable de marquer les esprits ».
Le 7 mars 2021, Cyhi the Prynce a déclaré dans une interview avec VladTV que West avait de nouveau commencé à travailler sur son prochain album au milieu de son divorce avec Kim Kardashian.  
Le 19 juillet 2021, le rappeur américain Pusha T a annoncé sur Instagram que West organiserait un événement d'écoute pour l'album le 22 juillet au Mercedes-Benz Stadium d'Atlanta. Le lendemain, Beats Electronics a créé une publicité lors du sixième match de la finale de la NBA 2021 mettant en vedette l'athlète Sha'Carri Richardson, éditée et notée par West en utilisant le morceau No Child Left Behind. Le producteur français Gesaffelstein a déclaré plus tard qu'il avait produit la chanson, qui mettait en vedette Cory Henry jouant de l'orgue. Immédiatement après le début de la publicité, Def Jam Recordings a confirmé la date de sortie de l'album le 23 juillet et a révélé que l'événement d'écoute à Atlanta serait diffusé en direct dans le monde entier sur Apple Music. L'album n'est toujours pas sorti à cette date.
Les représentants de West avaient confirmé une date de sortie le 6 août, Il a été annoncé plus tard que l'album sortirait tôt le 6 août 2021, par une publicité Beats by Dre et sur le livestream Apple Music de West, Le 5 août, une précommande de l'album a été lancée sur iTunes, révélant qu'il avait 24 pistes, ainsi qu'une date de sortie prévue le 7 août, par la suite révisée au 13 août,.
Lors des soirées d'écoute de l'album, des apparitions d'invités ont été révélées dont Pusha T, The World Famous Tony Williams, Don Toliver, Lil Baby, The Weeknd, Baby Keem, Travis Scott, Lil Yachty, Rooga, Playboi Carti, Lil Durk, Vory, Fivio Foreign, Kid Cudi, Young Thug, 070 Shake, Chris Brown, Roddy Ricch, Conway the Machine, KayCyy, Westside Gunn, Jadakiss, Jay Electronica, Sheek Louch, Styles P, Pop Smoke, Francis and the Lights, Jay-Z et Sunday Service Choir.

### Changements après la sortie de l'album
Le 28 septembre 2021, moins d'un mois après la sortie officielle de Donda, une version remaniée de l'album a été publiée sur les plateformes de streaming. Parmi les modifications majeures, Chris Brown a été retiré du projet après avoir publiquement critiqué Kanye West, et Kaycyy a été remplacé sur le refrain du morceau Keep My Spirit Alive . 

## Enregistrement

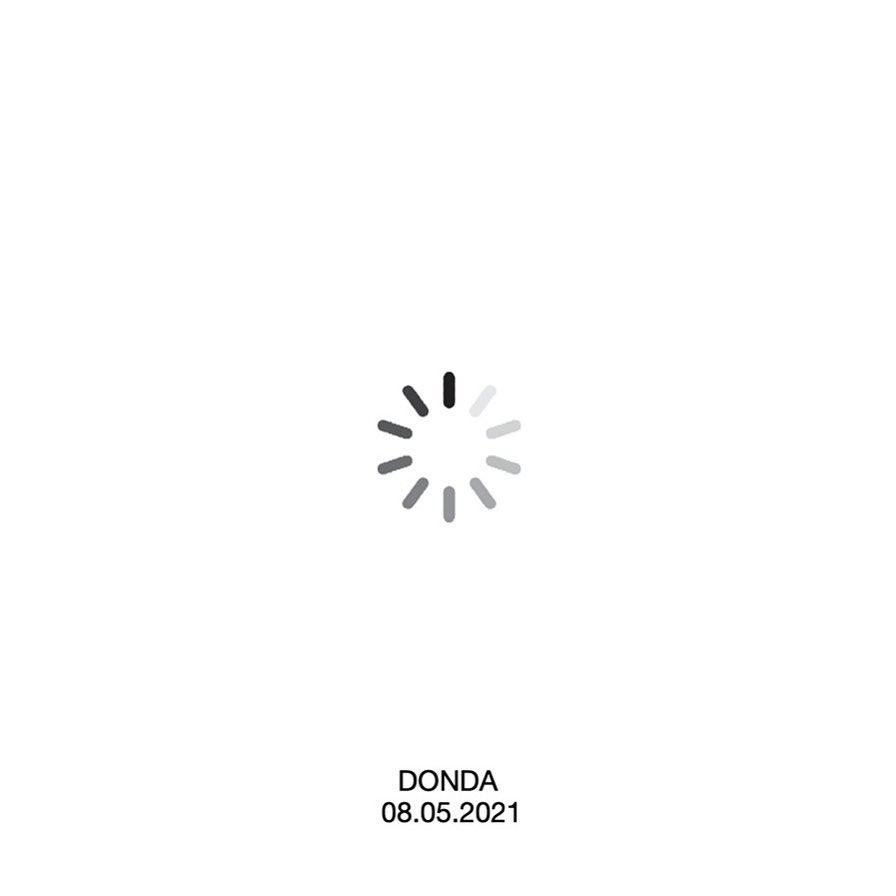
Invitation à la deuxième soirée d'écoute de l'album au Mercedes-Benz Stadium.

En mars 2020, West a enregistré de la nouvelle musique à Cabo San Lucas, au Mexique, avant de retourner dans le Wyoming avec sa famille en raison de la pandémie de COVID-19. Ce même mois, Pusha T a déclaré dans une entrevue Discord qu'il avait récemment enregistré avec West. Pusha T prévoyait de rencontrer West le 16 mars 2020 pour terminer un projet, mais a cité le « ralentissement des vols » en raison des restrictions de voyage COVID comme raison du retard.
À la suite de la soirée d'écoute du 22 juillet 2021 au stade Mercedes-Benz, West avait élu domicile temporairement dans l'un des vestiaires du stade, le transformant en studio d'enregistrement pour terminer l'enregistrement et le mixage avec Mike Dean,, Des vidéos et des photos publiées sur les réseaux sociaux montraient également les artistes vedettes Playboi Carti et 2 Chainz enregistrant des voix dans les vestiaires un jour avant la soirée d'écoute,,, Jay-Z aurait également enregistré son couplet seulement 4 heures avant la soirée d'écoute.
Une deuxième session d'écoute de l'album a eu lieu le 5 août 2021 au Mercedes-Benz Stadium d'Atlanta,,. Cette seconde écoute a permis de découvrir des modifications notables par rapport à la première version de l'album, dévoilant l'évolution de son contenu au fil des semaines. 
Une troisième session d'écoute s'est déroulée le 24 août 2021 au Soldier Field de Chicago , la ville natale de West. Pour cet événement, l'artiste a poussé la mise en scène encore plus loin en recréant une réplique grandeur nature de la maison de son enfance au centre du stade. Il a également invité des artistes comme DaBaby et Marilyn Manson à monter sur scène, deux artistes hautement controvérsés. Ce spectacle a marqué la dernière phase avant la sortie officielle de l'album.

## Liste des titres
| 1.     | Donda Chant (featuring Syleena Johnson)                              | - Kanye West - Syleena Johnson | West                                                                                  | 0:52  |
| 2.     | Jail (featuring Jay-Z)                                               | - West - Shawn Carter - Brian Warner - Charles Njapa - Raul Cubina - Mark Williams - Dwayne Abernathy, Jr. - Michael Dean - Sean Solymar                                               | - West - 88-Keys - Ojivolta - Dem Jointz - Mike Dean - Solymar                        | 4:57  |
| 3.     | God Breathed (featuring Vory)                                        | - West - Aaron Butts - Evan Mast - Cubina - M. Williams - Brian Miller | - West - Arrow Sunday - E. Vax - Ojivota - AllDay                                     | 5:34  |
| 4.     | Off the Grid (featuring Playboi Carti & Fivio Foreign)               | - West - Jordan Carter - Maxie Ryles III - Samuel Gloade - Aswad Asif - David Ruoff - Elias Klughammer - Cubina - M. Williams - Eric Sloan, Jr.                                        | - West - 30 Roc - AyoAA - David x Eli - Ojivolta - Sloane                             | 5:39  |
| 5.     | Hurricane (featuring Lil Baby & The Weeknd)                          | - West - Abel Tesfaye - Dominique Jones - Jahmal Gwin - M. Dean - Khalil Abdul-Rahman - Ronald Spence, Jr. - Cubina - M. Williams - Mark Mbogo - Daniel Seeff - Sam Barsh - Josh Mease | - West - BoogzDaBeast - Dean - DJ Khalil - Ronny J - Ojivolta                         | 4:03  |
| 6.     | Praise God (featuring Baby Keem & Travis Scott)                      | - West - Jacques Webster II - Hykeem Carter, Jr. - Gloade - Aqeel Tate - Cubina - M. Williams - M. Dean - Sloan, Jr.                                                                   | - West - 30 Roc - Zentachi - Ojivolta - Dean - Sloane                                 | 3:47  |
| 7.     | Jonah (featuring Lil Durk & Vory)                                    | - West - Durk Banks - Tavoris Hollins, Jr. - Michael Suski - Tahrence Brown - M. Dean                                                                                                  | - West - DrtWrk - TT Audi - Dean                                                      | 3:15  |
| 8.     | Ok Ok (featuring Fivio Foreign & Lil Yachty)                         | - West - Miles McCollum - Ryles III - Denzel Charles - Matthew Samuels - Louis Bell | - West - Boi-1da - Bell                                                               | 3:25  |
| 9.     | Junya (featuring Playboi Carti)                                      | - West - Carter - Nasir Pemberton - Cubina - M. Williams - Kendall Bailey | - West - Digital Nas - Ojivolta - Roark Bailey                                        | 2:28  |
| 10.    | Believe What I Say                                                   | - West - Abernathy, Jr. - Gwin - Michael Mulé - Isaac De Boni - Cubina - M. Williams - Mark Myrie                                                                                      | - West - Dem Jointz - BoogzDaBeast - FnZ - Ojivolta                                   | 4:02  |
| 11.    | 24 (featuring Sunday Service Choir)                                  | - West - Miller - Cubina - M. Williams - Warryn Campbell, Jr. - Cory Henry - Mbogo | - West - AllDay - Ojivolta - Warryn Campbell - Henry                                  | 3:18  |
| 12.    | Remote Control (featuring Young Thug)                                | - West - Jeffery Williams - Pemberton - Tim Gomringer - Kevin Gomringer - Cubina - M. Williams - Njapa - M. Dean                                                                       | - West - Digital Nas - Cubeatz - Ojivolta - 88-Keys - Dean                            | 3:19  |
| 13.    | Moon (featuring Don Toliver & Kid Cudi)                              | - West - Caleb Toliver - Scott Mescudi - Mast - Gwin - Abdul-Rahman | - West - E. Vax - BoogzDaBeast - DJ Khalil                                            | 2:36  |
| 14.    | Heaven and Hell                                                      | - West - Njapa - Ojivolta - Paimon Jahanbin - Nima Jahanbin - Cubina - M. Williams | - West - 88-Keys - BoogzDaBeast - Wallis Lane - Ojivolta                              | 2:25  |
| 15.    | Donda (featuring Stalone & Tony Williams)                            | - West - Gwin - Mulé - De Boni - Cubina - M. Williams | - West - BoogzDaBeast - FnZ - Ojivolta                                                | 2:08  |
| 16.    | Keep My Spirit Alive (featuring Conway The Machine & Westside Gunn)  | - West - Gwin - Mulé - De Boni - Cubina - M. Williams | - West - BoogzDaBeast - FnZ - Ojivolta                                                | 3:41  |
| 17.    | Jesus Lord (featuring Jay Electronica & Swizz Beatz)                 | - West - Timothy Thedford - Larry Hoover, Jr. - Kasseem Dean - Mike Lévy - M. Dean | - West - Swizz Beatz - Gesaffelstein - Dean                                           | 8:59  |
| 18.    | New Again                                                            | - West - Gwin - P. Jahanbin - N. Jahanbin - Laraya Robinson - Abernathy, Jr. - Cubina - M. Williams - Njapa                                                                            | - West - BoogzDaBeast - Wallis Lane - Robinson - Dem Jointz - Ojivolta - 88-Keys      | 3:03  |
| 19.    | Tell the Vision (featuring Pop Smoke)                                | - West - Bashar Jackson - Gwin - Mulé - De Boni - Cubina - M. Williams | - West - BoogzDaBeast - FnZ - Ojivolta                                                | 1:44  |
| 20.    | Lord I Need You                                                      | - West - Gwin - Wesley Glass - Mulé - De Boni - Cubina - M. Williams - Carlos Phillips                                                                                                 | - West - BoogzDaBeast - Wheezy - FnZ - Ojivolta                                       | 2:42  |
| 21.    | Pure Souls (featuring Roddy Ricch & Shenseea)                        | - West - Rodrick Moore, Jr. - Gwin - Tim Friedrich - Christoph Bauss - Bastian Völkel - Cubina - M. Williams - Njapa - Orlando Wilder - M. Dean                                        | - West - BoogzDaBeast - Sucuki - Shuko - Völkel - Ojivolta - 88-Keys - Fya Man - Dean | 5:59  |
| 22.    | Come to Life                                                         | - West - Antony Williams - Jeff Bhasker - Campbell, Jr. - Cubina - M. Williams - Dean                                                                                                  | - West - Bhasker - Warryn Campbell - Ojivolta - Dean                                  | 5:10  |
| 23.    | No Child Left Behind (featuring Sunday Service Choir & Vory)         | - West - Hollins, Jr. - Gwin - Lévy - Jahshua Brown | - West - BoogzDaBeast - Gesaffelstein - Cashmere Brown                                | 2:58  |
| 24.    | Ok Ok, Pt. 2 (featuring Shenseea & Rooga)                            | - West - Ryles III - Charles - Chinsea Lee - Samuels - Bell | - West - Boi-1da - Bell                                                               | 3:25  |
| 25.    | Junya, Pt. 2 (featuring Playboi Carti & Ty Dolla Sign)               | - West - Carter - Tyrone Griffin, Jr. - Pemberton - Cubina - M. Williams - Bailey | - West - Digital Nas - Ojivolta - Roark Bailey                                        | 3:03  |
| 26.    | Jesus Lord, Pt. 2 (featuring Jay Electronica, The LOX & Swizz Beatz) | - West - Thedford - Hoover, Jr. - K. Dean - David Styles - Jason Phillips - Sean Jacobs - Lévy - M. Dean                                                                               | - West - Swizz Beatz - Gesaffelstein - Dean                                           | 11:31 |
| 108:59 |                                                                      | |                                                                                       |       |

| Edition Deluxe | Edition Deluxe                      | Edition Deluxe                                                                                           | Edition Deluxe | Edition Deluxe | Edition Deluxe | Edition Deluxe | Edition Deluxe | Edition Deluxe | Edition Deluxe |
| No             | Titre                               | Producteurs                                                                                              | Durée          |                |                |                |                |                |                |
| -------------- | ----------------------------------- | --- | -------------- | -------------- | -------------- | -------------- | -------------- | -------------- | -------------- |
| 28.            | Life of the Party (with André 3000) | - West - All Day - BoogzDaBeast - The Twilite Tone - Vindver - Ojivolta - Dem Jointz - Fonzworth Bentley | 6:31           |                |                |                |                |                |                |
| 29.            | Up from the Ashes                   | - West - Sean Leon - Alex Ernewein - Timbaland - Vindver - Angel Lopez                                   | 2:42           |                |                |                |                |                |                |
| 30.            | Never Abandon Your Family           | - West - Ojivolta - E.VAX                                                                                | 3:27           |                |                |                |                |                |                |
| 31.            | Remote Control pt 2                 | - West - Cubeatz - Digital Nas - Ojivolta - 88-Keys - M. Dean - Teddy Walton                             | 5:23           |                |                |                |                |                |                |
| 32.            | Keep My Spirit Alive pt 2           | - West - FnZ - Ojivolta - Dem Jointz - BoogzDaBeast - Woodley - Nichols                                  | 3:41           |                |                |                |                |                |                |
| 130:52         |                                     | |                |                |                |                |                |                |                |

## Samples
- Heaven and Hell contient un sample de Jenny from the Block de Jennifer Lopez.
- Believe What I Say contient un sample de Doo Wop (That Thing) de Lauryn Hill[34].
- Remote Control contient un extrait du film d'animation Strawinsky and the Mysterious House[35],[36].